# 布萊恩·奧斯汀·格林
布萊恩·奥斯汀·格林（1973年7月15日—）是美國的一位演員和說唱歌手。他最著名的角色是在《飛越比佛利》中出演David Silver。他在2010年和女星梅根·福克斯結婚。
布莱恩·奥斯汀·格林出生于美国加州。他的父亲是个艺术家。在电视剧《飞越比弗利》中扮演可爱稚气的David Silver让布莱恩·奥斯汀·格林一夜成名，受到数百万观众的喜爱。孩提时的布莱恩·奥斯汀·格林已经在多部学生影片中出演诸多角色并开始了其职业演员生涯。
他的电视成名作包括《犯罪现场调查》、《拉斯维加斯》、《霍普和费丝》、《Freddie》并且连续三年出现在《Knots Landing》中。他还出演了电视电影《未婚父亲（Unwed Father）》以及电视剧《Dead Man's Gun》和《复活（Resurrection Boulevard）》。另外，他还出演了舞台剧《荒野情（Ah，Wilderness）》和《日记（The Diary）》。另外，在《终结者外传》中，他饰演的Derek Reese是John的父亲Kyle Reese的哥哥，由未来的John派遣来执行特殊任务，但似乎并未按照John的指令行事。

## 个人生活
布莱恩·奥斯汀·格林和梅根·福克斯于2004年相恋，2006年11月宣布订婚，两人身上还刺有对方名字的纹身。2009年2月两人宣布分手。不过，几个月后，两人复合。36岁的布莱恩·奥斯汀·格林在2010年的6月1日再度向24岁的梅根·福克斯求婚，求婚当天还发生了一段小插曲，就是两人的订婚戒指丢失了。2012年9月27日，布莱恩·奥斯汀·格林的发言人证实，好莱坞女星梅根·福克斯(Megan Fox)和丈夫布莱恩·奥斯汀·格林(Brian Austin Green)喜得贵子，梅根福克斯在她的Facebook上宣布了这一消息，并为孩子取名Noah Shannon Green。2014年2月，两人的第二个孩子Bodhi Ransom Green出生。2015年，梅根-福克斯被曝出已与布莱恩-奥斯汀-格林签署离婚协议，结束了11年感情。但在2016年初两人复合，并在同一年迎来两人的第三个孩子Journey River Green。